# Jean VIII d'Amboise
Jean V d'Amboise (né en 1477 et mort le 26 décembre 1512) est un ecclésiastique issu de la maison d'Amboise qui fut évêque-duc de Langres de 1497 à 1512.

## Biographie
Jean V d'Amboise est le second des fils de Jean IV d'Amboise, seigneur de  Bussy. Il est le frère aîné du cardinal Georges II d'Amboise et de Geoffroy d'Amboise, abbé de Cluny. Il bénéficie du népotisme pratiqué dans sa famille et devient évêque de Langres à l'âge de 20 ans le 22 mai 1497 à la suite de la résignation de son oncle et homonyme Jean III d'Amboise. « Plein de zèle et de vertu » mais de santé précaire, il doit supporter l'épreuve de la maladie. Son épiscopat est marqué par le transfert à Langres de l'officialité établie à Dijon. Il meurt le 26 décembre 1512.